# آلیسون منشن
آلیسون منشن (انگلیسی: Allison Mansion) یک مکان تاریخی است و به عنوان ریوردیل نیز شناخته می‌شود، یک خانه تاریخی است که در محوطه دانشگاه ماریان در ایندیاناپلیس، شهرستان ماریون، ایندیانا واقع شده‌است. این ساختمان بین سال‌های ۱۹۱۱ تا ۱۹۱۴ ساخته شده‌است و یک عمارت بزرگ دو طبقه است که با هنر صنایع دستی تزئین شده به سبک آجر قرمز و سقف کاشی قرمز. این خانه دارای یک تالار آفتاب‌گیر (گلخانه) با نیمکت و تزیین شده با سنگ مرمر سفید است.
این خانه توسط جیمز ا. آلیسون تاجر و پیشتاز قهرمانی مسابقات اتومبیل‌رانی ساخته شده‌است.

در سال ۱۹۷۰ به ثبت ملی مکان‌های تاریخی اضافه شد.

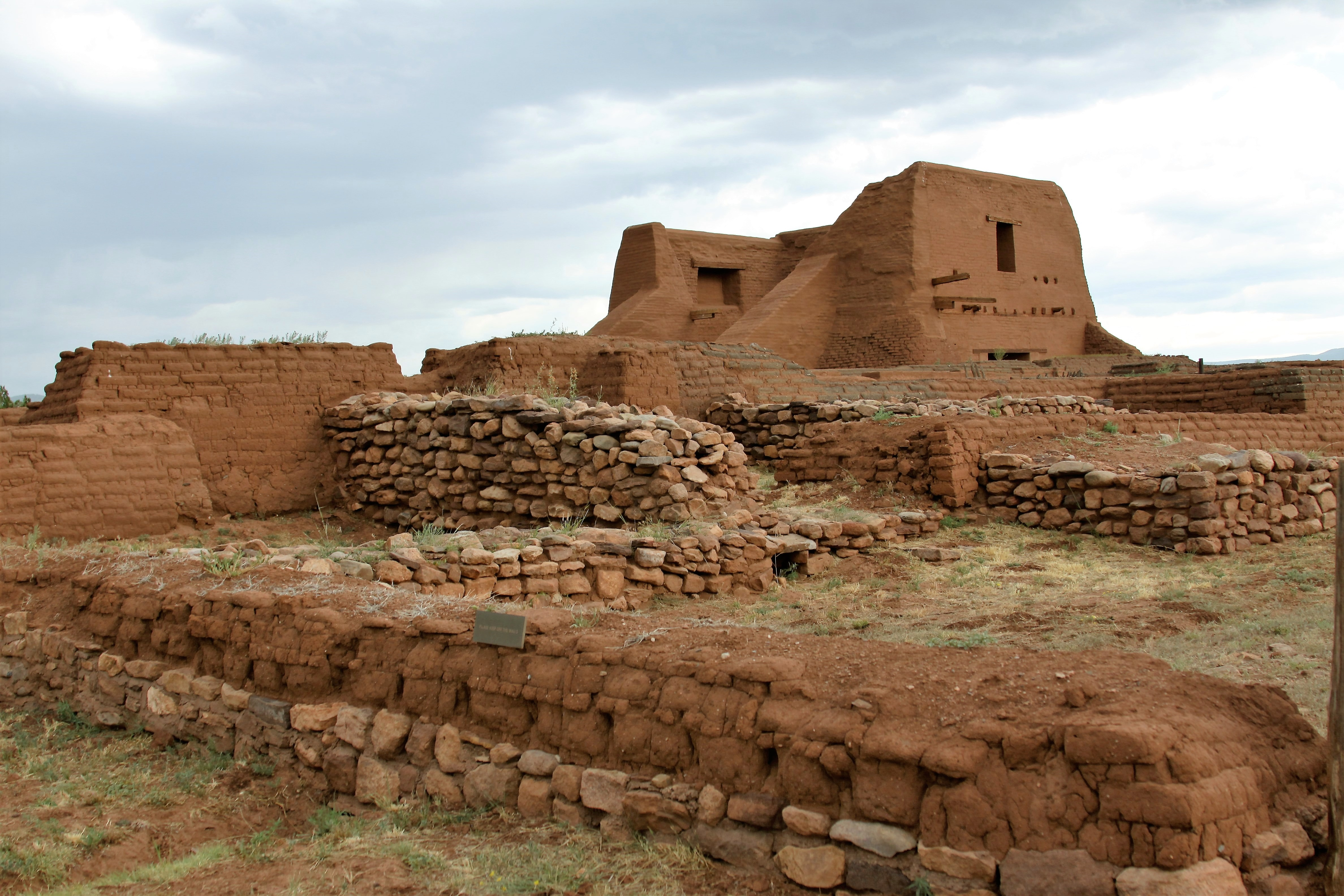
مکان به ثبت رسیده در ثبت اماکن تاریخی
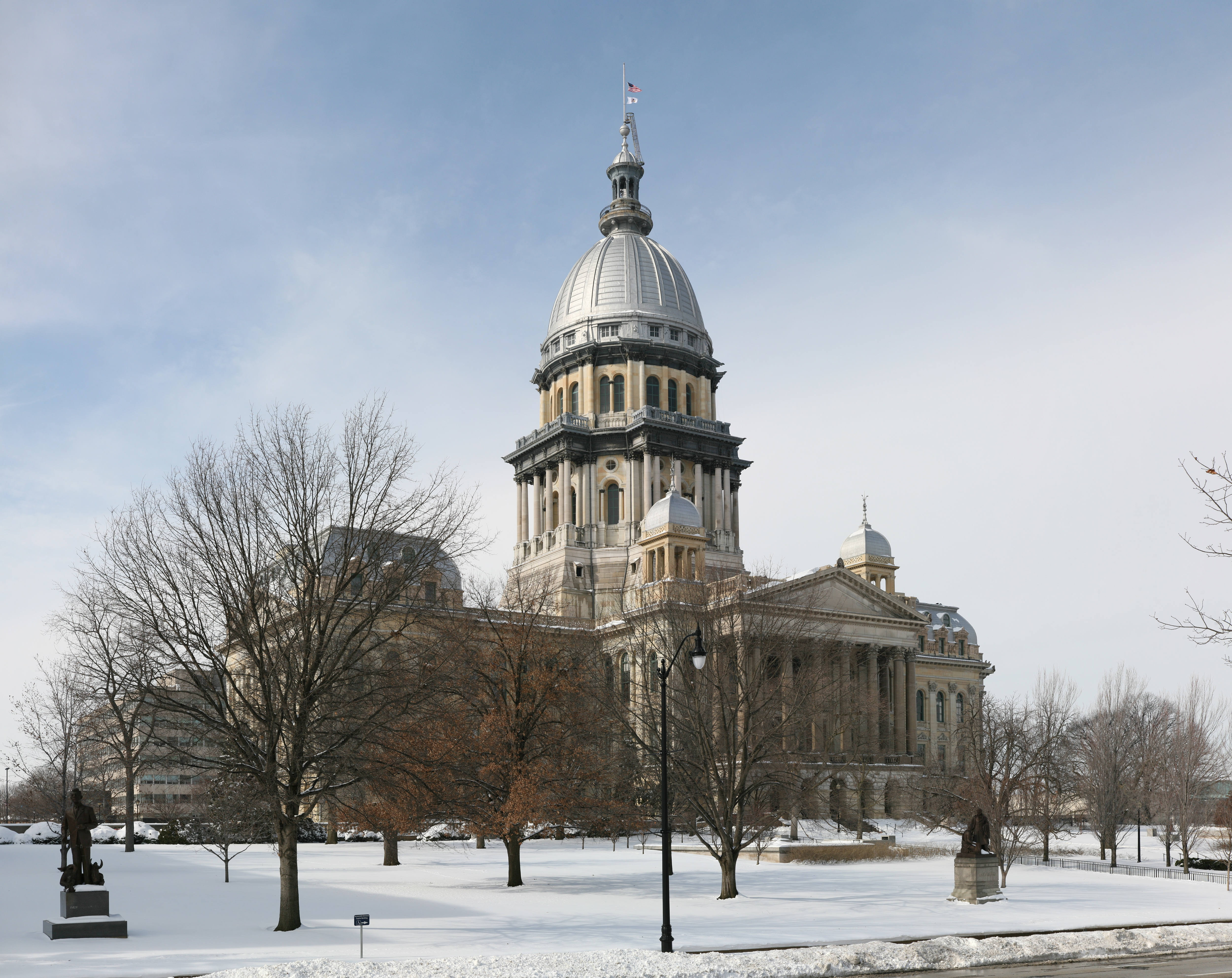
ساختمان دولتی ایلی‌نویز ثبت در اماکن تاریخی
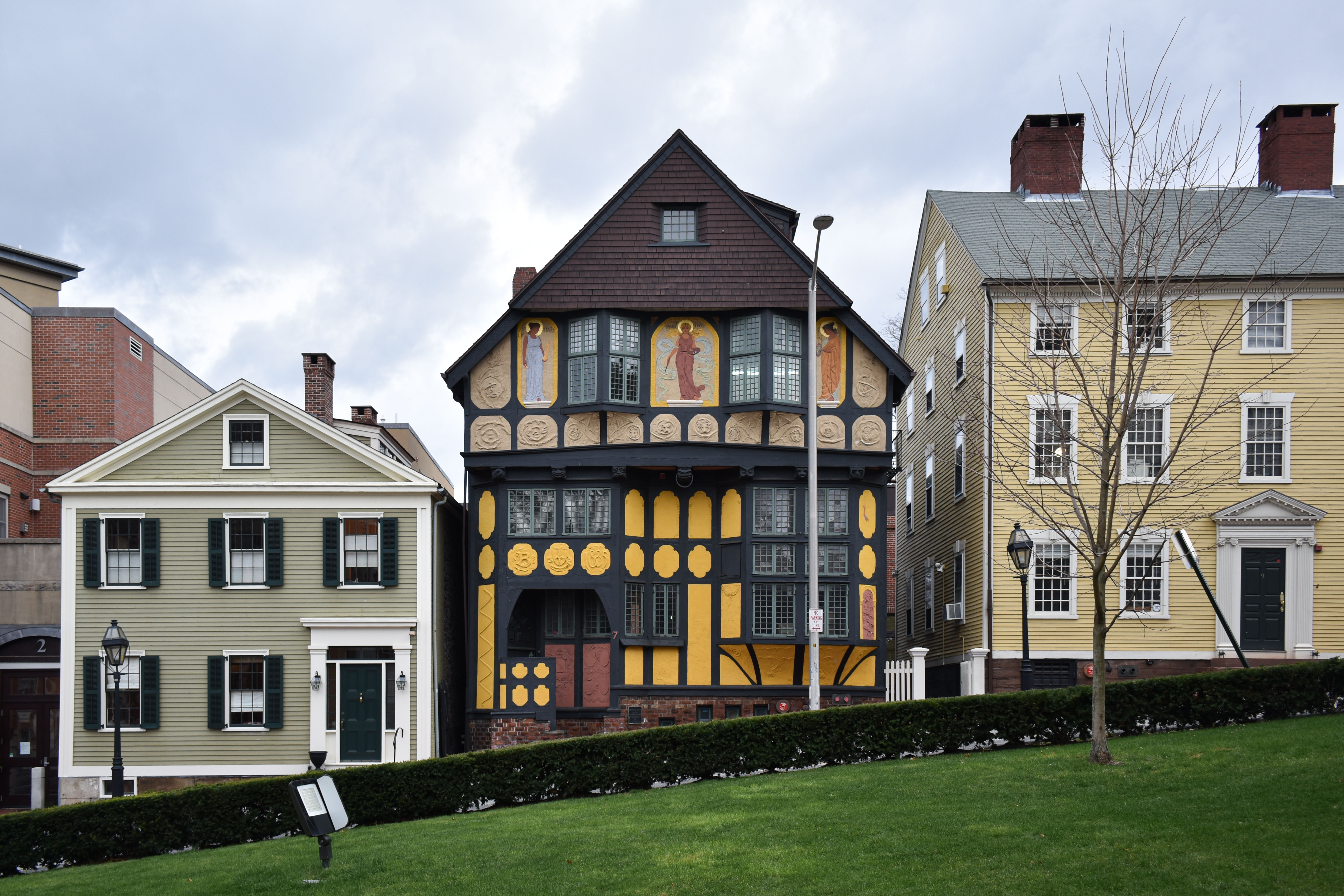
ساختمان کالج هیل ثبت ملی مکان‌های تاریخی
ساختمان فدرال ثبت در اماکن تاریخی
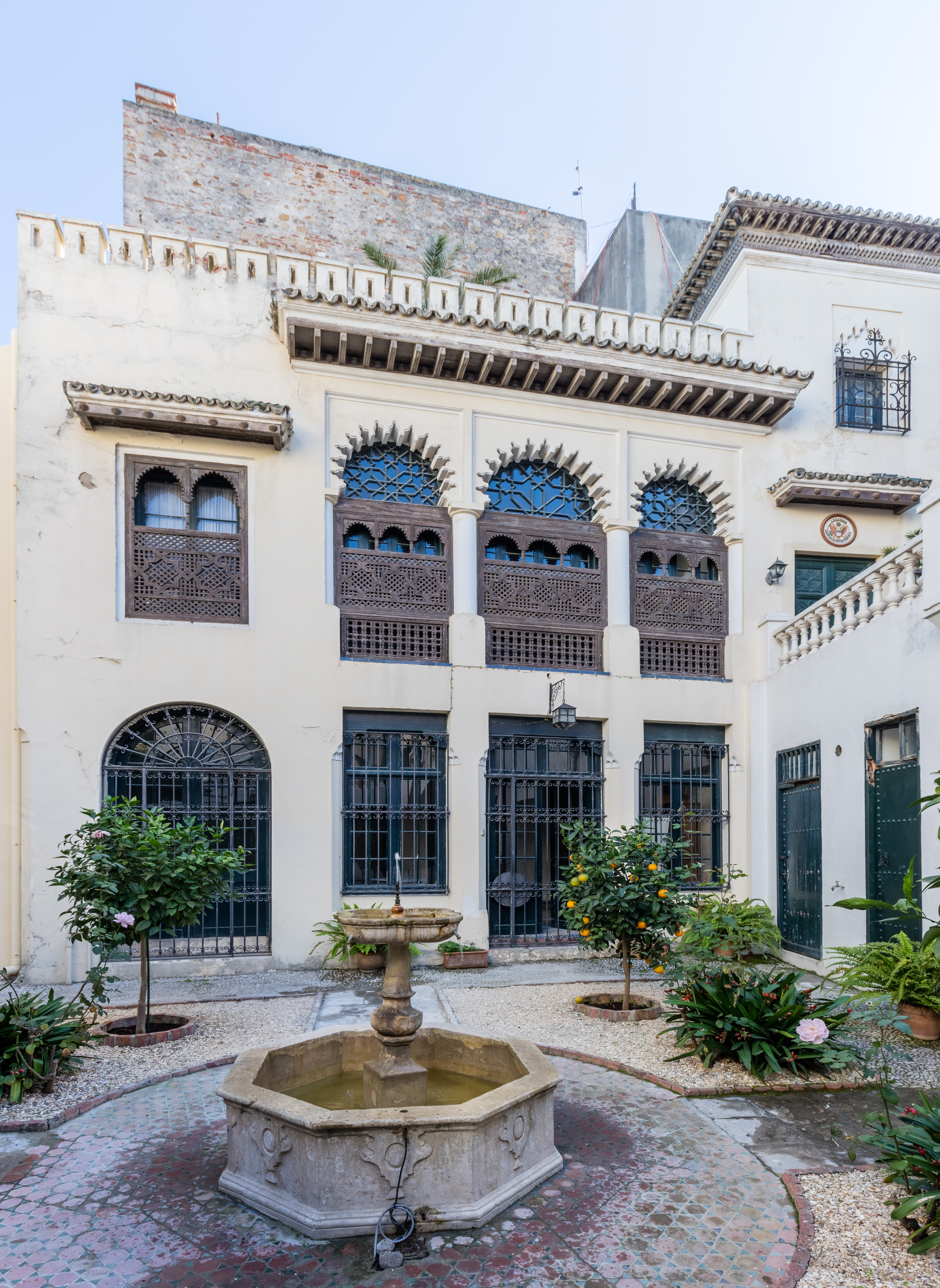
سفارت ایالات متحده آمریکا در طنجه  ثبت در اماکن تاریخی
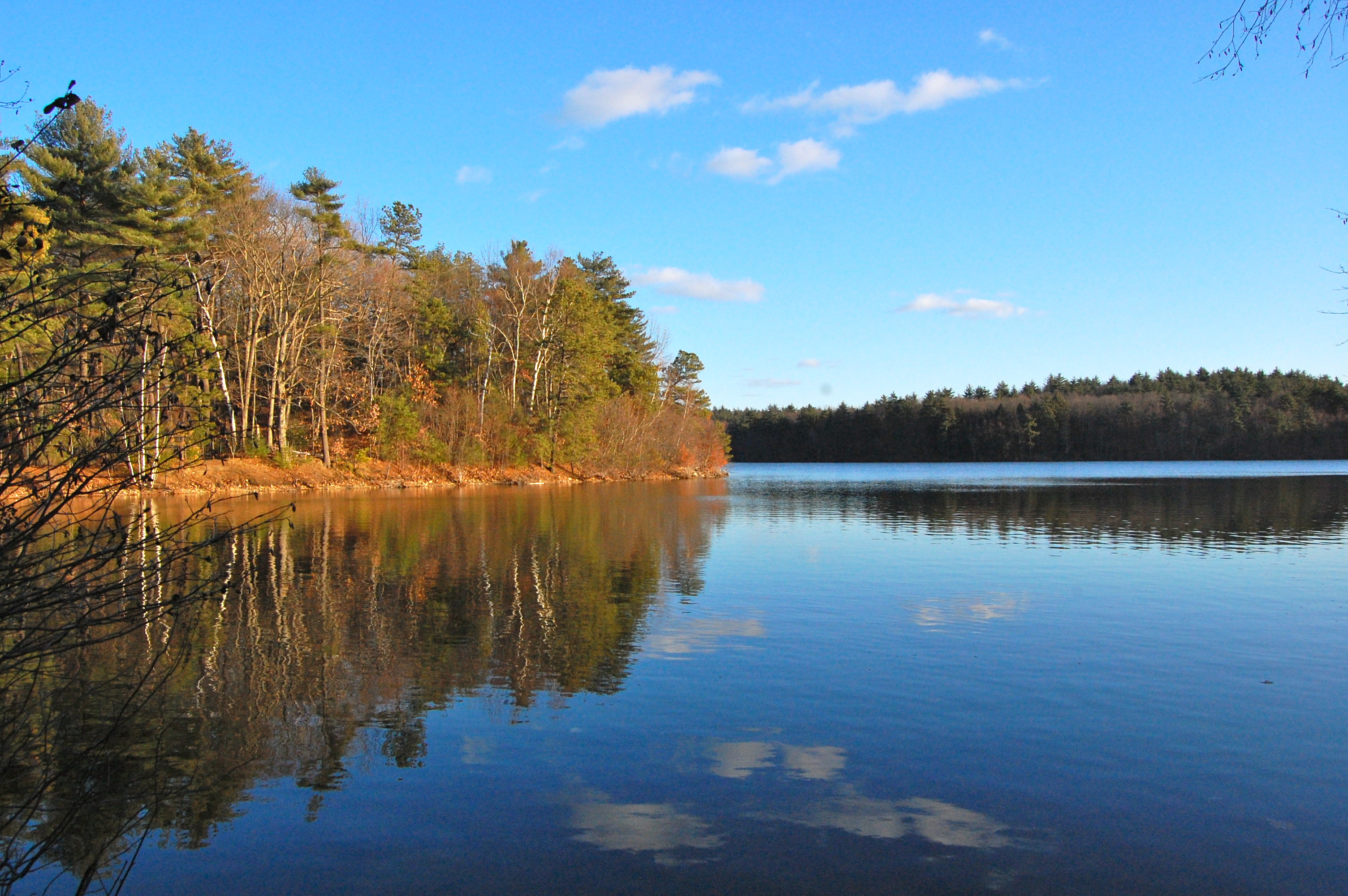
دریاچه والدن
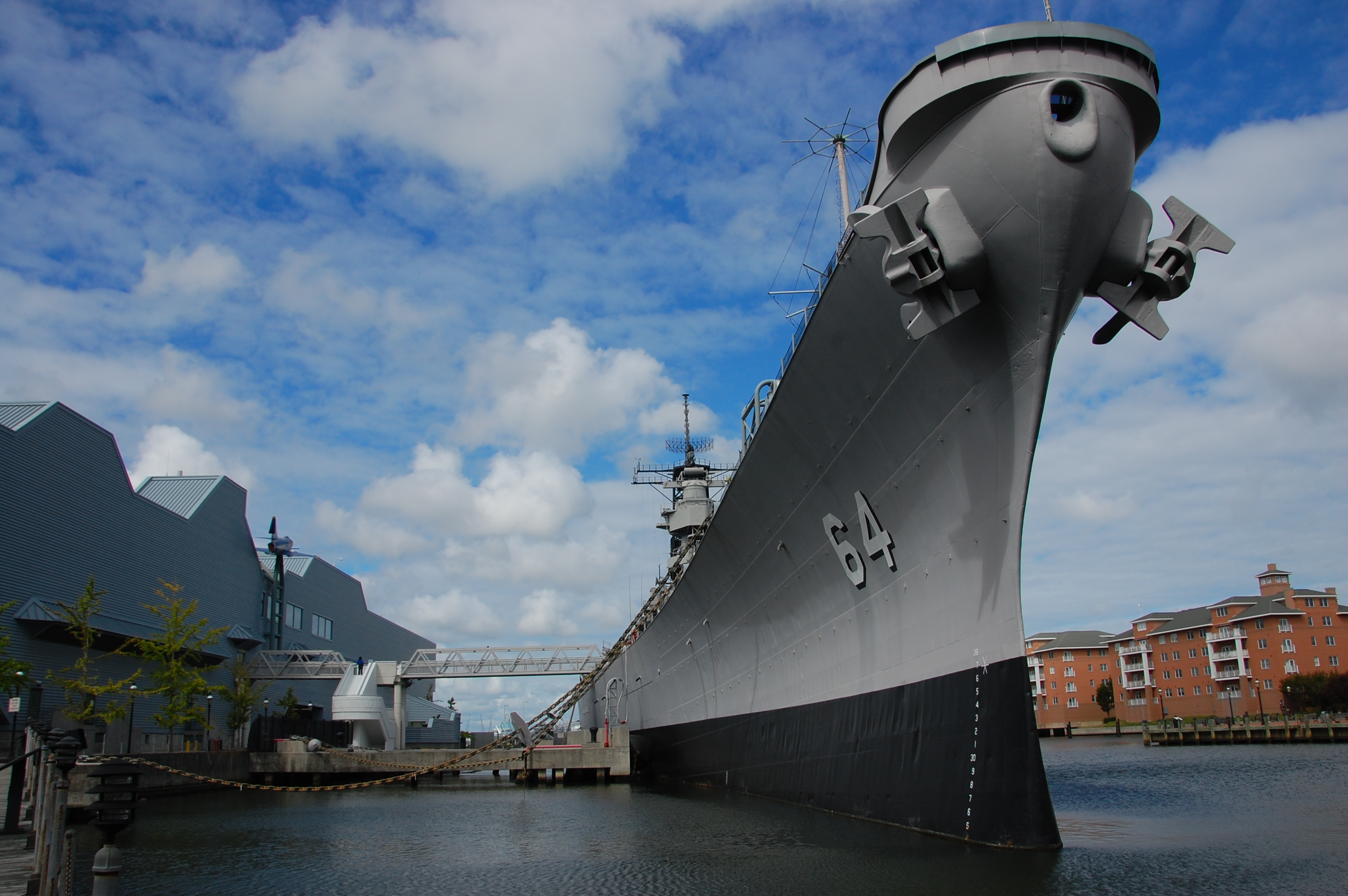
نماد کشتی ویسکانسین